# Cântico dos Cânticos para Flauta e Violão
Cântico dos Cânticos para Flauta e Violão é um longo poema escrito por Oswald de Andrade, um dos principais nomes do Modernismo brasileiro, em 1942. O título faz referência aos Cânticos dos Cânticos, coletânea bíblica de poemas amorosos atribuídos pela tradição a Salomão. É dividido em quinze fragmentos, cada um com um título próprio. Menciona constantemente Maria Antonieta d'Alkmin, última de suas inúmeras companheiras, com quem se casara em 1942. Segundo Haroldo de Campos, num texto crítico sobre o poema, "raras vezes em nossa poesia, o 'pathos' amoroso atingiu tal densidade, feita, não obstante, de agudo despojamento".